# らどんぱ!
らどんぱ!（RADONPA!）は、テレビ岩手（TVI）で放送されていた子供向け番組である。タイトルの「らどんぱ」は、パンドラを逆さに読んだものでもある。

## 放送日時
- 毎週日曜7:00-7:30
  - 初期は日曜7:30-8:00だったが、次枠『シューイチ』の枠大に伴い現在の時間帯に変更。
  - 毎年8月第3日曜あるいは第4日曜は「24時間テレビ」放送のため当番組は翌月曜枠でのみ放送

## 主なコーナー
- 鉄神ガンライザー：地元岩手のローカルヒーローが登場する特撮アニメコーナー。「ガンライザー体操」コーナーもあり、番組サイト内及び「TVIチャンネル」でYouTube動画配信中。
- アスリートきっず：岩手県内各地の小学生達が様々なスポーツ記録に挑戦するコーナー。挑戦する小学校は番組宛てメールにて常時募集中（コーナーロケは主に土日に実施）。
- ぷちアニメ：様々な番組オリジナルキャラクターが登場するアニメのショートストーリーコーナー。
- 目指せ!岩手王：地元岩手に因んだ様々なクイズを番組オリジナルキャラクター「座敷わらしのぼっこ」が毎週1問出題するコーナー。
- オープニング曲：放送開始当初から、GO!GO!7188の「ジェットにんぢん」